# Grand-Corent
Grand-Corent ist eine französische Gemeinde im Département Ain in der Region Auvergne-Rhône-Alpes. Bis gehört zum Arrondissement Bourg-en-Bresse und zum Kanton Saint-Étienne-du-Bois.

## Lage
Die Gemeinde Grand-Corent liegt in den südwestlichen Ausläufern des Jura zwischen dem Revermont und dem um 200 Höhenmeter steil abfallenden Aintal, etwa 17 Kilometer Luftlinie östlich von Bourg-en-Bresse. 
Grand-Corent grenzt im Nordosten an Corveissiat, im Osten an Cize, im Südosten an Hautecourt-Romanèche, im Südwesten an Villereversure und im Nordwesten an Simandre-sur-Suran.

## Bevölkerungsentwicklung
| Jahr                       | 1962 | 1968 | 1975 | 1982 | 1990 | 1999 | 2009 | 2021 |
| Einwohner                  | 82   | 79   | 60   | 76   | 104  | 111  | 123  | 184  |
| Quellen: Cassini und INSEE |      |      |      |      |      |      |      |      |

## Sehenswürdigkeiten
- Kirche Saint-Léger
- Lavoir (ehemaliges öffentliches Waschhaus)

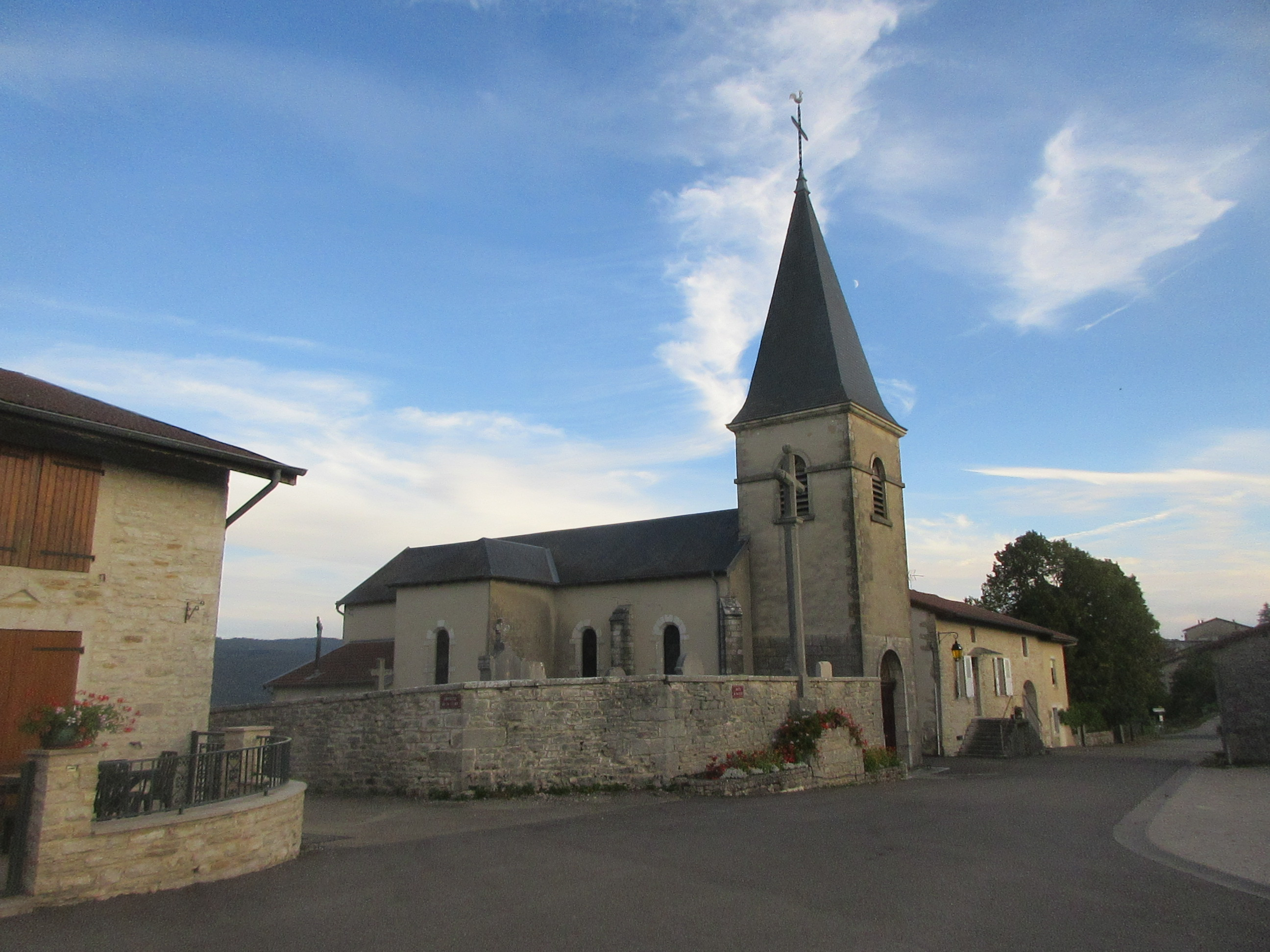
Kirche Saint-Léger
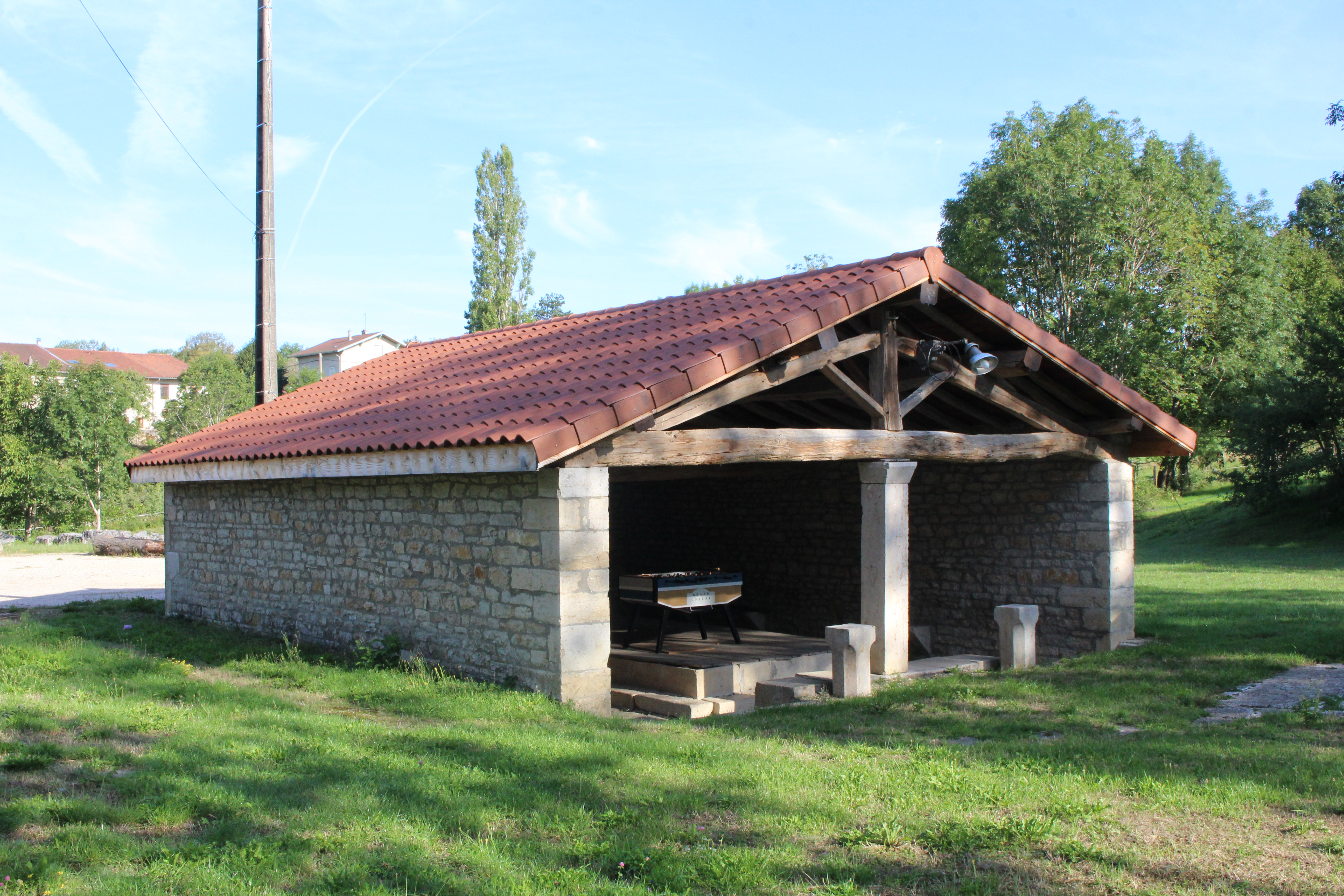
Lavoir
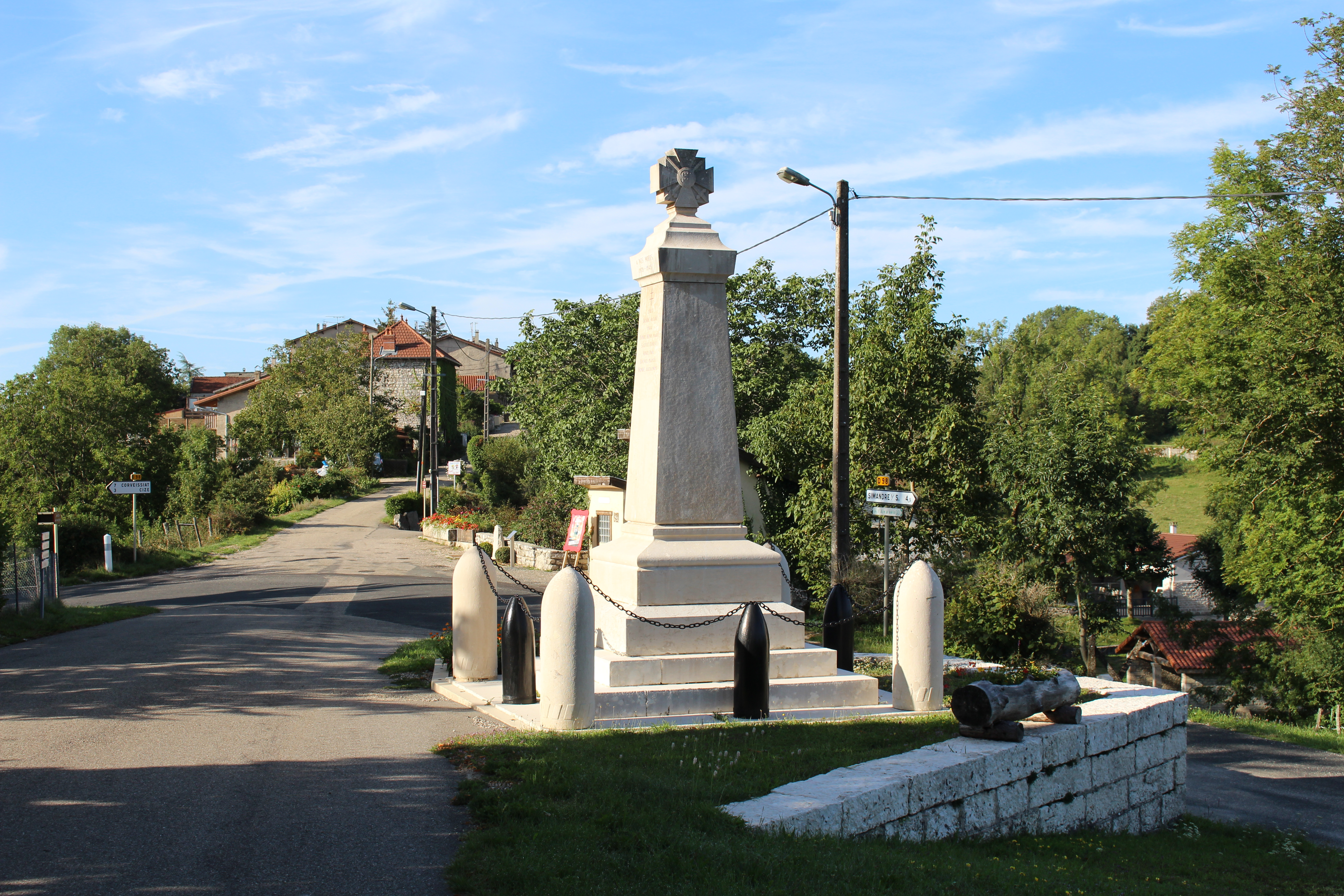
Gefallenendenkmal